# Regan Slater
Regan Newmann Slater (Sheffield, 11 september 1999) is een Engels voetballer die doorgaans als middenvelder speelt. Hij verruilde Sheffield United in januari 2022 voor Hull City.

## Carrière

### Sheffield United
Slater doorliep de jeugdopleiding van Sheffield United en werd in 2016 aanvoerder van de onder 18- en onder 23-elftallen. Hij debuteerde op 9 november 2016 in het eerste elftal van Sheffield United, als basisspeler in de 2–4 zege op Grimsby Town in de groepsfase van de EFL Trophy. Hij maakte zelf in de 53ste minuut de 1–1. Op 17-jarige leeftijd werd hij daarmee de jongste doelpuntenmaker ooit voor Sheffield United in een officieel duel. Op 28 december 2016 ondertekende hij zijn eerste profcontract bij Sheffield United, dat zou lopen tussen medio 2017 en 2019, met een optie voor nog een jaar. Sheffield United werd in 2017 kampioen van de League One en promoveerde naar de Championship. Slater maakte zijn competitiedebuut op 16 december 2017, in de met 1–0 verloren uitwedstrijd tegen Preston North End door een kwartier voor tijd Samir Carruthers te vervangen.

#### Verhuurperioden
Slater werd in juli 2018 voor een half jaar verhuurd aan Carlisle United, uitkomend op het vierde niveau. De huurperiode werd later verlengd tot een seizoen. Slater debuteerde voor Carlisle United op 4 augustus 2018, toen hij in de basiself startte in de met 3–1 verloren competitiewedstrijd tegen Exeter City. Hij maakte zijn enige doelpunten voor Carlisle United in de uitwedstrijd tegen Swindon Town (0–4) op 17 november 2018. Hij veroverde tijdens het seizoen een vaste basisplek. Sheffield United, inmiddels gepromoveerd naar de Premier League, verhuurde Slater in juli 2019 voor nog een seizoen, ditmaal aan Scunthorpe United, eveneens in de League Two. Slater debuteerde voor Scunthorpe United op 3 augustus 2019, als basisspeler in een 0–2 competitienederlaag tegen Swindon Town. Scunthorpe United won slechts één van de eerste twaalf wedstrijden van het competitieseizoen. Slater raakte in november geblesseerd aan zijn enkel, waarna hij in december een operatie moest ondergaan. Hij kwam de rest van het seizoen niet meer in actie. Slater werd in september 2020 voor een derde maal verhuurd, ditmaal aan het net naar de League One gedegradeerde Hull City. Zijn debuut voor Hull City volgde op 3 oktober 2020, als vervanger van Dan Batty een kwartier voor tijd in de met 1–0 gewonnen competitiewedstrijd tegen Plymouth Argyle. Slater droeg op 27 oktober 2020 met een doelpunt bij aan de 1–3 competitiezege op Bristol Rovers. Hij had in de laatste maanden van het seizoen een basisplek. Dankzij een 1–2 zege op Lincoln City op 24 april 2021 verzekerde Hull City zich van promotie terug naar de Championship na een jaar. Een week later verzekerde Hull City zich van het kampioenschap. Slater keerde medio 2021 terug naar het naar de Championship gedegradeerde Sheffield United, maar kreeg vervolgens geen speelminuten in het eerste elftal.

### Hull City
Op 27 januari 2022 verruilde Slater Sheffield United definitief voor Hull City, waar hij een contract tot medio 2024 ondertekende. Twee dagen later speelde Slater zijn eerste minuten sinds zijn terugkeer door in de 81ste minuut van het met 2–0 gewonnen competitieduel tegen Swansea City Brandon Flemming te vervangen. Slater veroverde na enkele weken een vaste basisplek. Hij maakte op 19 oktober 2022 zijn eerste doelpunt voor Hull City sinds zijn terugkeer. Het was het laatste doelpunt in een 1–3 competitiezege tegen Blackpool FC. Aan het eind van het seizoen 2022/23 werd Slater door zijn teamgenoten en door de supporters uitgeroepen tot Speler van het Jaar bij Hull City. Zijn contract werd in juni 2023 met twee jaar verlengd, tot medio 2026.

## Carrièrestatistieken
| Seizoen         | Club                | Competitie      | Competitie | Competitie | Beker | Beker | Totaal | Totaal |
| Seizoen         | Club                | Competitie      | Wed.       | Dlp.       | Wed.  | Dlp.  | Wed.   | Dlp.   |
| --------------- | ------------------- | --------------- | ---------- | ---------- | ----- | ----- | ------ | ------ |
| 2016/17         | Sheffield United    | League One      | 0          | 0          | 1     | 0     | 1      | 0      |
| 2017/18         | Sheffield United    | Championship    | 1          | 0          | 1     | 0     | 2      | 0      |
| Club totaal     | Club totaal         | Club totaal     | 1          | 0          | 2     | 0     | 3      | 0      |
| 2018/19         | → Carlisle United   | League Two      | 35         | 2          | 6     | 0     | 41     | 2      |
| Club totaal     | Club totaal         | Club totaal     | 35         | 2          | 6     | 0     | 41     | 2      |
| 2019/20         | → Scunthorpe United | League Two      | 12         | 0          | 3     | 0     | 15     | 0      |
| Club totaal     | Club totaal         | Club totaal     | 12         | 0          | 3     | 0     | 15     | 0      |
| 2020/21         | → Hull City         | League One      | 27         | 1          | 1     | 0     | 28     | 1      |
| Club totaal     | Club totaal         | Club totaal     | 27         | 1          | 1     | 0     | 28     | 1      |
| 2021/22         | Sheffield United    | Championship    | 0          | 0          | 0     | 0     | 0      | 0      |
| Club totaal     | Club totaal         | Club totaal     | 1          | 0          | 2     | 0     | 3      | 0      |
| 2021/22         | Hull City           | Championship    | 16         | 0          | 0     | 0     | 16     | 0      |
| 2022/23         | Hull City           | Championship    | 44         | 5          | 2     | 0     | 46     | 5      |
| 2023/24         | Hull City           | Championship    | 19         | 2          | 2     | 0     | 21     | 2      |
| Club totaal     | Club totaal         | Club totaal     | 106        | 8          | 5     | 0     | 111    | 8      |
| Carrière totaal | Carrière totaal     | Carrière totaal | 154        | 11         | 16    | 0     | 170    | 11     |

Bijgewerkt op 14 januari 2024.

## Erelijst
Hull City
- League One: 2020/21

Individueel
- Hull City Players' Player of the Year: 2022/23
- Hull City Supporters' Player of the Year: 2022/23